# Heliocheilus cladotus
Heliocheilus cladotus là một loài bướm đêm thuộc họ Noctuidae. Nó là loài đặc hữu của New South Wales, Bắc Úc, Queensland, Nam Úc và 
Tây Úc.